# Hôtel Lallemant
Pour les articles homonymes, voir Lallemant.
L’hôtel Lallemant est situé à Bourges (Cher) et a gardé le nom de ses constructeurs, Jean Lallemant, trois membres de même prénom d'une riche famille de marchands originaire d'Allemagne et arrivée à Bourges au XIIIe siècle. Les terres où se dresse l'édifice ont été acquises le 6 novembre 1467. Les bâtiments antérieurs ont été détruits par le grand incendie de Bourges en juillet 1487. La construction de l'hôtel eut lieu entre 1495 et 1518. L'ensemble constitue un exemple remarquable de la fin du style Louis XII et de la première Renaissance française. L'hôtel Lallemant fait l’objet d’un classement au titre des monuments historiques par la liste de 1840.

## Description

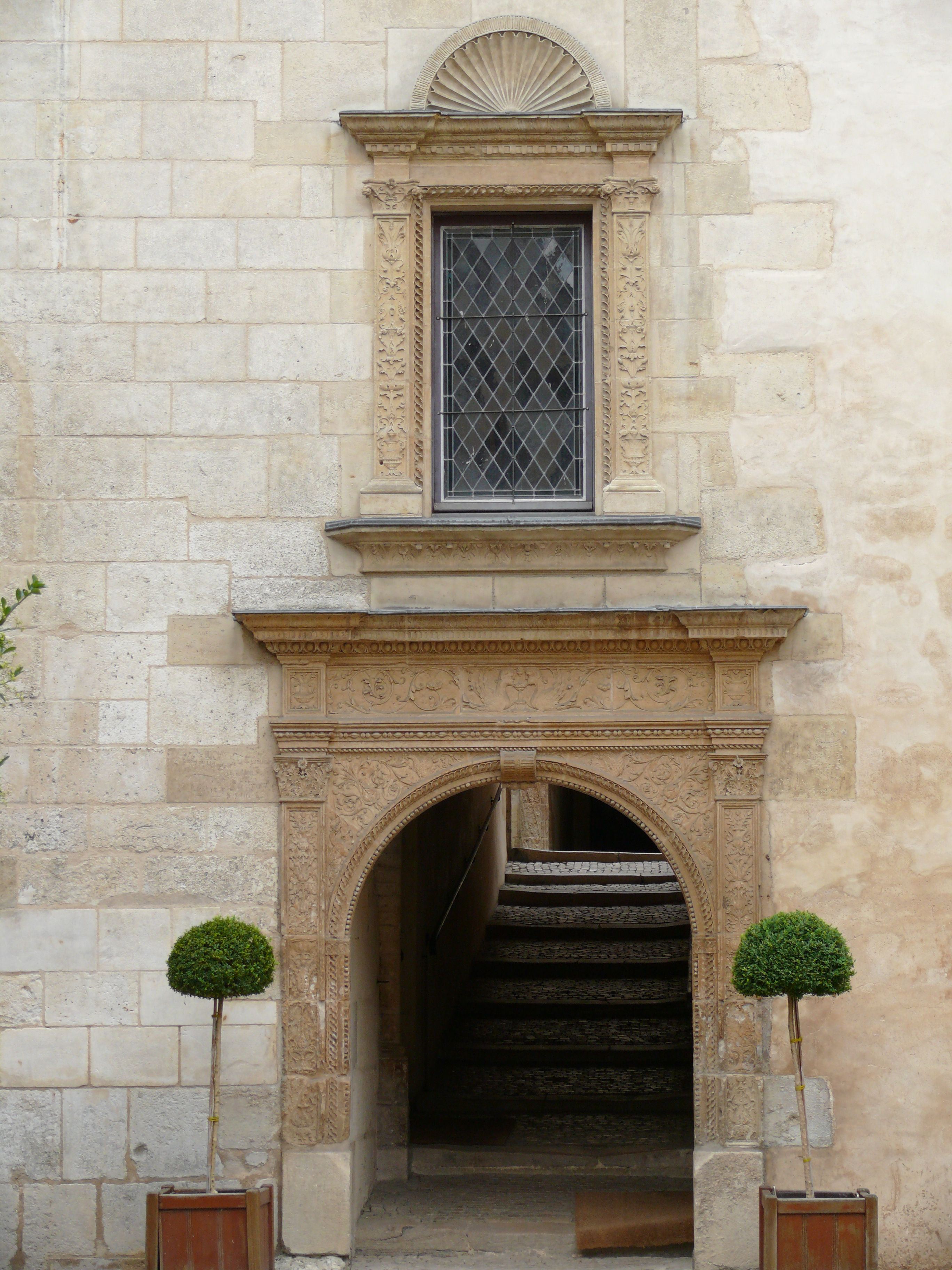
Portail d'entrée rue Bourbonnoux.

L'hôtel Lallemant est bâti sur le rempart gallo-romain de la ville. À cause de cette position, il y a deux cours : la cour haute (où se trouvait l'entrée principale) et la cour basse (actuel accès des visiteurs), séparées par quelques marches. Les corps du bâtiment donnent sur deux rues : la rue de l'Hôtel-Lallemant et la rue Bourbonnoux ; le deuxième est plus bas que le premier, et on accède à la cour centrale par un passage voûté.
Le décor Renaissance de l’extérieur est particulièrement élaboré autour des baies et sur les tourelles de la cour haute.
La finesse de cette ornementation a fait supposer l'intervention d'une équipe d'artistes italiens. 
Le palais est orné d'un ensemble impressionnant de sculptures décoratives, sous forme de pilastres, corniches, chapiteaux, culs-de-lampe, colonnes, frontons, cheminées, médaillons, sous-faces de marches, moulures. Les décorations représentent des objets, comme les cornes d'abondance, coquilles, rinceaux, oves, flèches, tridents, coupes en feu, ou des personnages. Certains sont typiques, comme un phénix, le fou, un aigle, des oiseaux, ou plus clairement identifiés, comme saint Christophe, Pâris fils de Priam. Sur le palier voûté d'ogives, un moine au phylactère muet, un autre en prière, un troisième avec un livre ouvert, un autre veillant, un adepte tapis.
L'interprétation des sculptures de personnages dans le sens ésotérique et alchimiste a été largement développé, depuis Fulcanelli, Jacques van Lennep, ou Michel Bulteau : le fou au casque de Mercure, l'alchimiste au matras, le scrutateur de nature, le souffleur, l'amateur de secrets, sont autant de noms pour des personnages sculptés en corniche dans le bâtiment.

## Architecture

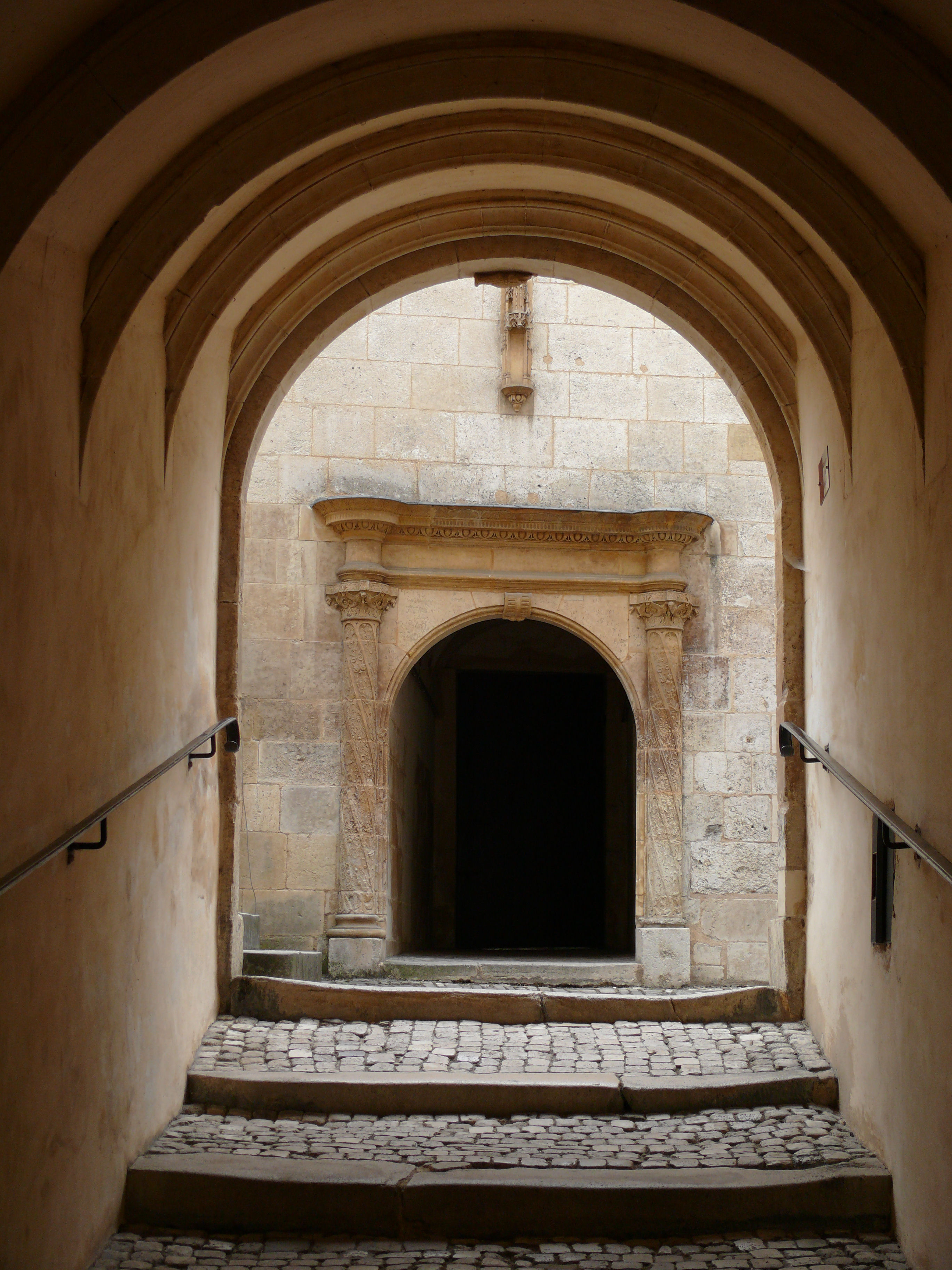
Couloir incliné de l’entrée rue Bourbonnoux vers la cour basse.

L’hôtel consiste en deux corps de logis principaux, l’un sur la rue de l'Hôtel-Lallemant, anciennement rue des Vielles-Prisons, l’autre sur la rue Bourbonnoux. L'hôtel Lallemant est bâti en partie sur les restes du rempart gallo-romain de la ville, plus haut. À cause de cette position, il y a deux cours : une cour haute et la cour basse, séparées par un muret et un petit escalier à quelques marches. Les intérieurs communiquent par un passage incliné. Le décor Renaissance de la cour haute est probablement l’œuvre d’une équipe d’artistes italiens : en témoignent les médaillons en terre cuite, balustres et coquilles encadrant les fenêtres de la tourelle, le belvédère couronnant la tour d’escalier. De ces médaillons circulaires incrustés contenant des figures en terre cuite sur fond de coquille, il ne reste que quatre, deux d’hommes et deux de femmes.
L’entrée actuelle de l’hôtel Lallemant et du musée des arts décoratifs se trouve rue de l'Hôtel-Lallemant. À l’origine, l’entrée principale était la grande porte à côté.  

### Façade sur la rue Bourbonnoux
La façade sur la rue Bourbonnoux comporte trois niveaux et est percée de deux lucarnes de style classique. La corniche imposante est centrée autour d'un fronton rectiligne. Cette transformation, comme pour la façade donnant sur la cour, correspond aux transformations opérées par la famille Dorsanne au XVIIe siècle; sur le fronton sont sculptées leurs armoiries. Le décor de cette façade est gothique hormis la travée centrale qui possède des éléments de style italianisants que l'on retrouve sur toutes les portes et ouvertures de passages : baies encadrées de pilastres à fûts plats avec un décor de vases et de rinceaux d'une grande finesse, ornementées de figures en mascaron ou d'animaux fantastiques, le tout en faible relief. Le mur adjacent est percé d’une porte et de deux fenêtres petites dont l’appui est très élevé au-dessus du sol.
La porte d'entrée donne accès à un couloir incliné conduisant en sept marches vers la cour intérieure basse. L’issue du couloir est une porte cintrée sous un portique dont les pilastres demi-cylindriques sont ornés de bandes en hélice et de niellures. Les chapiteaux sont décorés d’animaux fantastiques dont les têtes forment les appuis du tailloir. La corniche est ornée de fins bouquets, fleurs et feuillages. Au-dessus est une petite niche à pinacle finement fouillé.

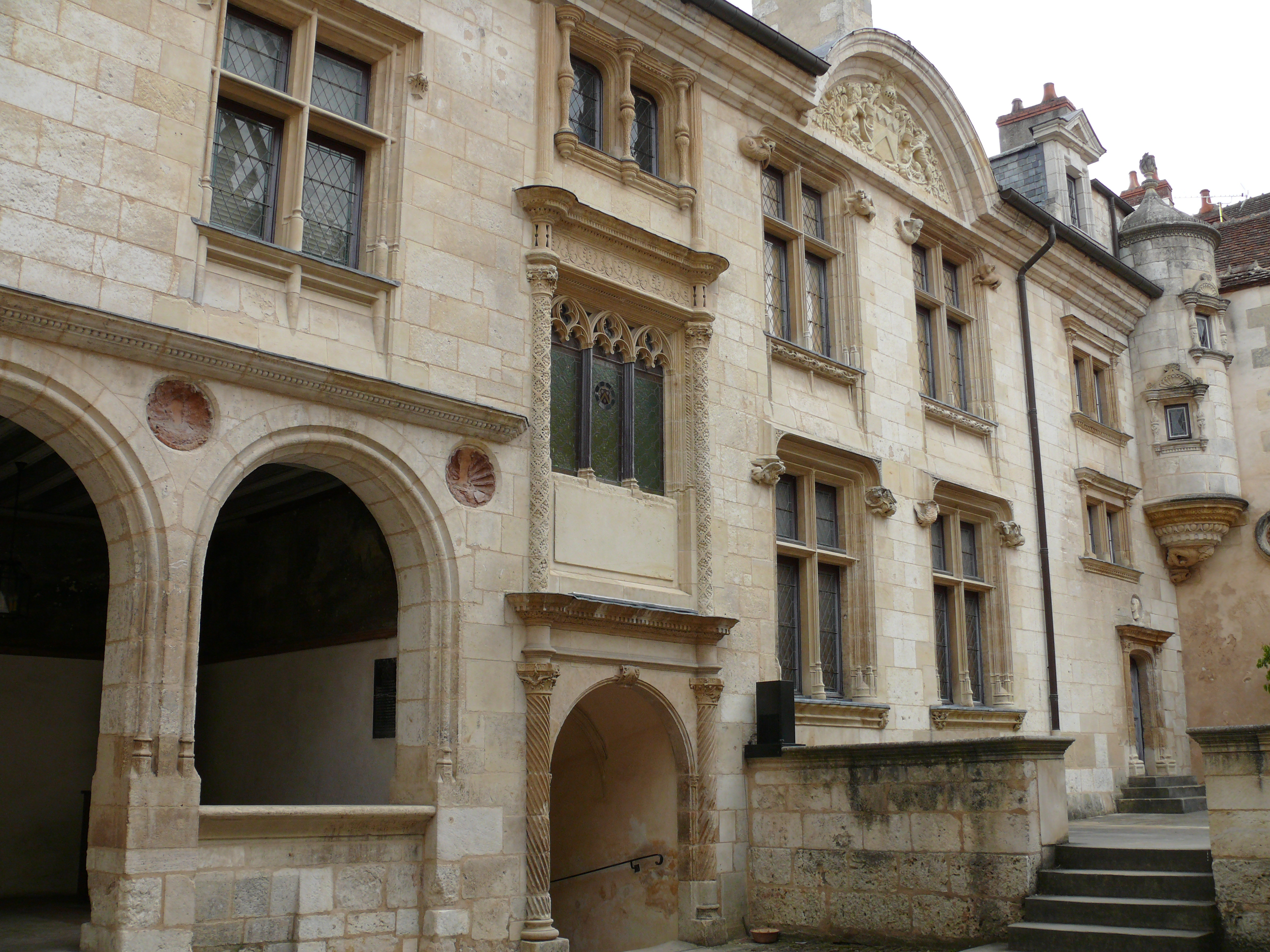
Façade intérieure. À gauche la loggia, au milieu le couloir vers la rue Bourbonnoux surmonté de l’oratoire, à droite la cour haute et la petite tourelle.

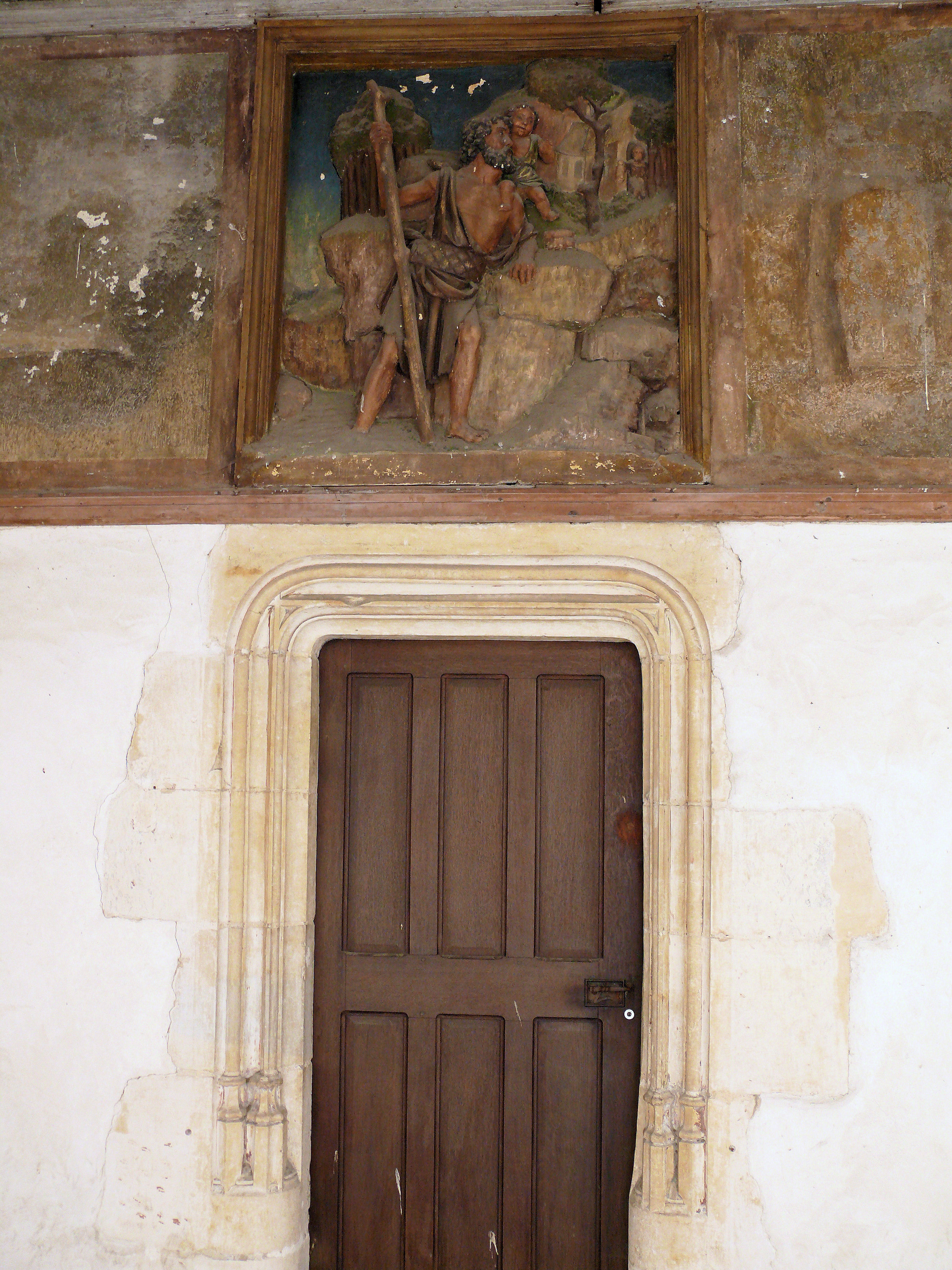
Bas-relief coloré de saint Christophe, au fond de la loggia de la cour basse.

### La cour

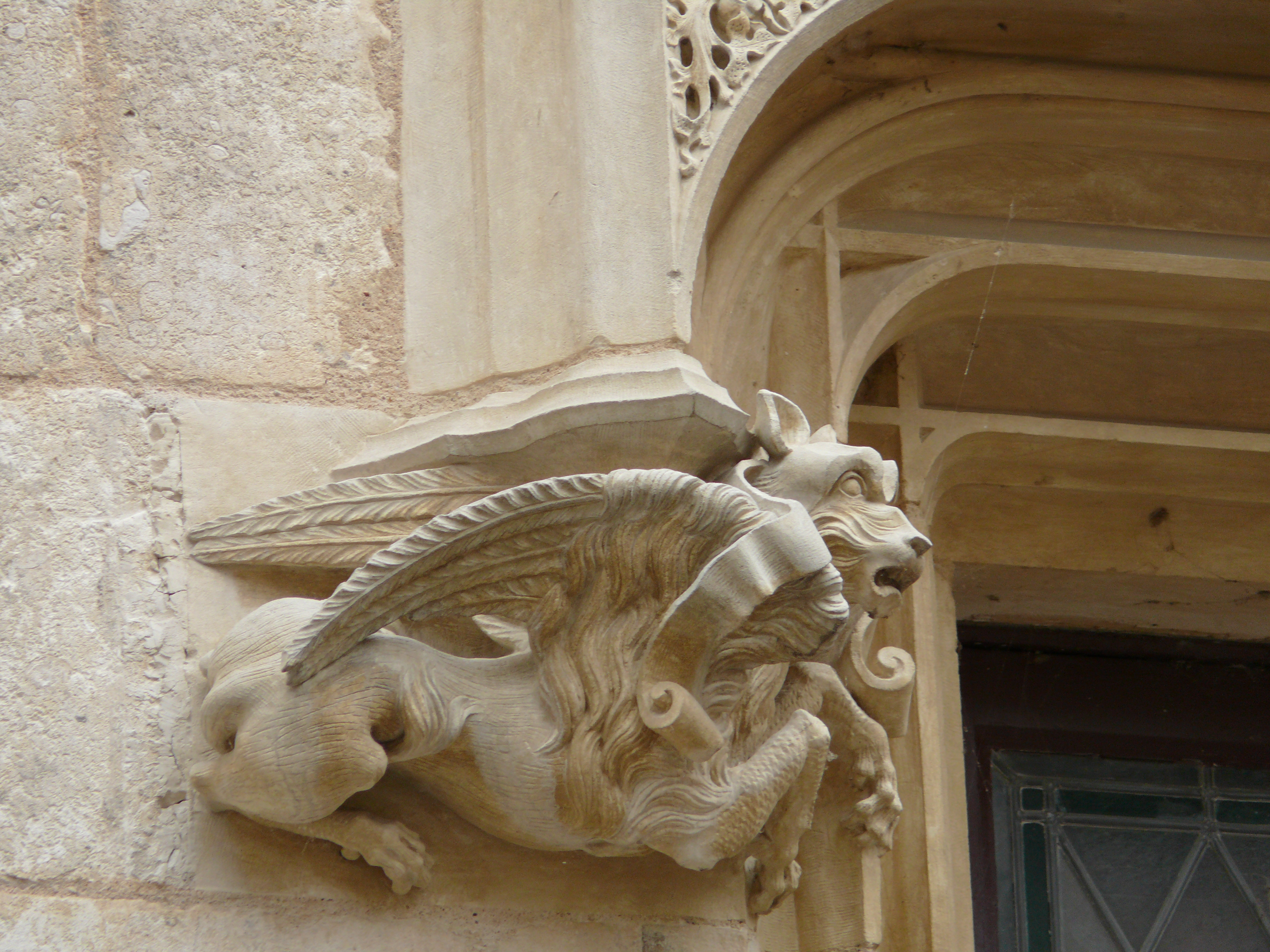
Fenêtre en bas à droite.

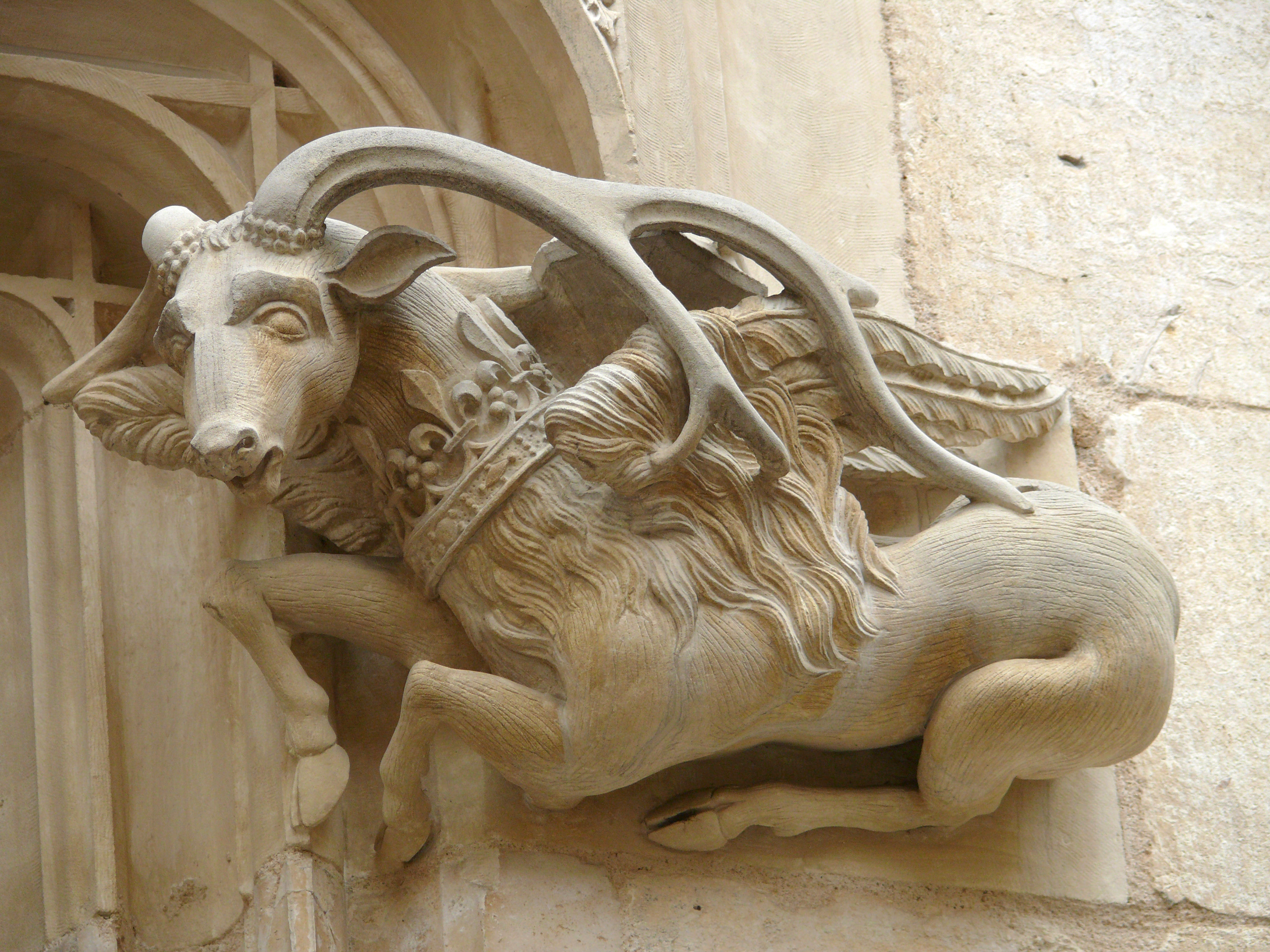
Fenêtre en bas à gauche.

La cour est bordée d'un côté par le bâtiment donnant sur la rue de l'Hôtel-Lallemant, anciennement cuisine ou atelier. Il abrite actuellement (en 2016) l'accueil du public. Sur l'un de ses côtés, une tourelle d'escalier ronde, se terminant par un belvédère.
De l’autre côté, deux façades de bâtiment de style Louis XII se développent sur deux niveaux différents. La partie basse abrite une loggia à trois voûtes, décorée de peintures murales et d'un bas-relief Renaissance daté de la seconde moitié du XVIe siècle. La porte à l'arrière donne sur le corps du logis.
Au-dessus du passage voûté de la cour vers la rue Bourbonnoux, la fenêtre de l'oratoire de style Louis XII, conserve un aspect gothique mais est encadrée par des colonnes sculptées de motifs italianisants.
La partie droite du bâtiment est percée de grandes fenêtres à meneaux et croisées; elles sont surmontées de larmiers retombant sur des animaux fantastiques. Les figures fantastiques sont peut-être, de gauche à droite et de haut en bas : un monstre marin, un singe, un cheval, un lion, puis un oiseau, un cerf, un sirène et un âne.
La travée tout à droite comporte une porte encadré de pilastres; au-dessus une tourelle en encorbellement est éclairée par deux petites fenêtres encadrées de balustres. Le cul-de-lampe représente une « fou ».

### Tourelles d'escalier

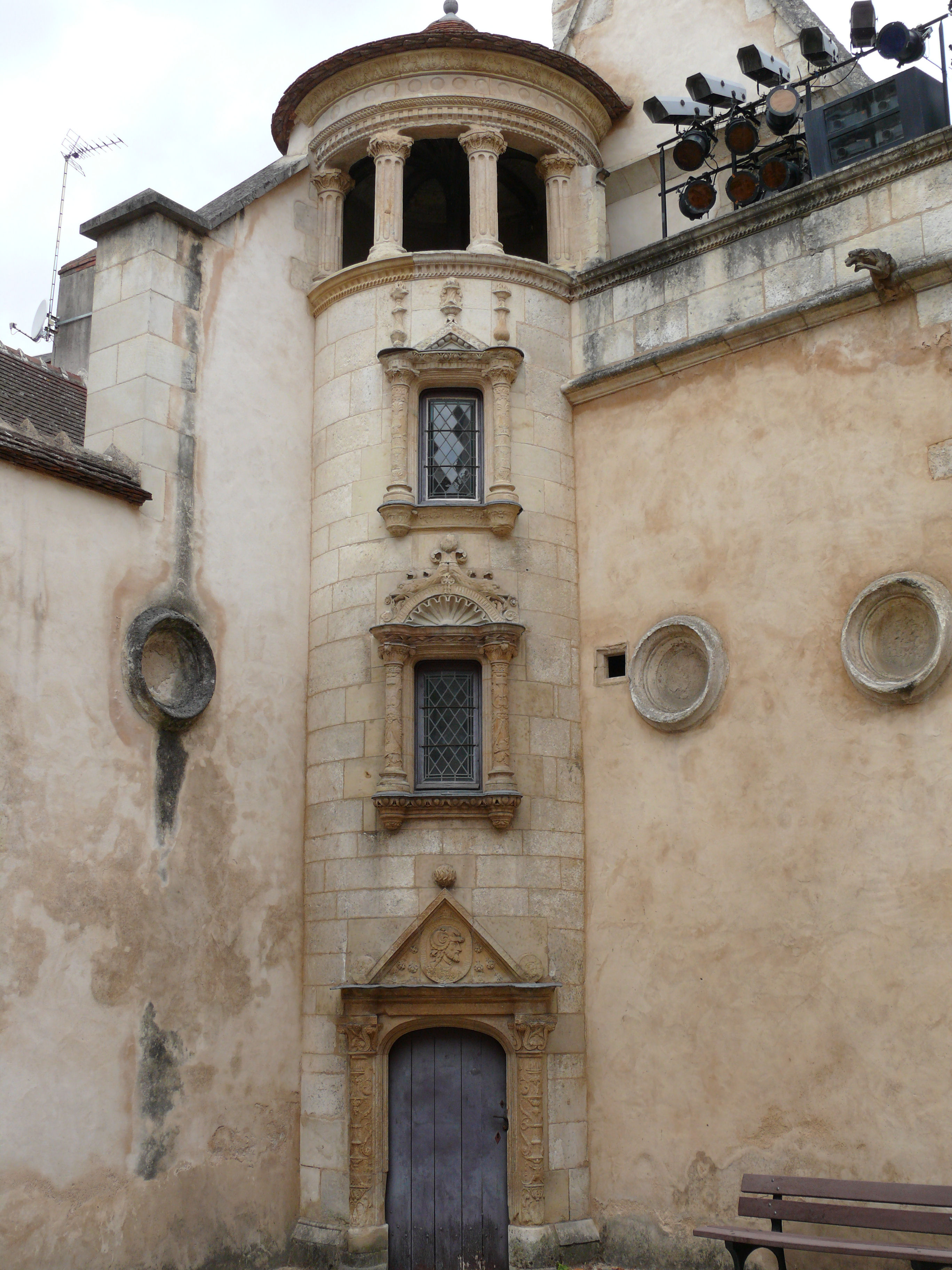
Angle ouest de la cour, tourelle au belvédère.

L’angle ouest de la cour haute est fermé par une tourelle d’escalier qui est « une des plus gracieuses productions de la Renaissance »:(p. 320). La porte du bas est ornée de deux demi-colonnes très richement sculptées, l’entablement et la corniche portent de fines ciselures. Le fronton triangulaire contenant un médaillon ovale avec une tête de profil coiffé d’un casque à corne de bélier. La légende autour de la tête se lit PARBIVS FILI PRIAM REX TRECENECN MAGNAM, où on peut reconnaître « fils de Priam ». Le personnage est communément identifié à Pâris, fils de Priam, roi de Troie. Deux fenêtres sont superposées, à demi-colonnes couvertes de ciselures; celle du bas a pour fronton une coquille, celle du haut un triangle chargé de rosettes, est couronnée de trois vases en acrotères. Sa partie supérieure est à claire-voie. Au-dessus du bandeau sont deux colonnes et deux demi-colonnes cannelées à chapiteaux fantaisistes portant un entablement circulaire sur lequel repose le toit. L’architrave est à denticules et cordons perlés, la frise est à ronds découpés, la corniche à rinceaux. 

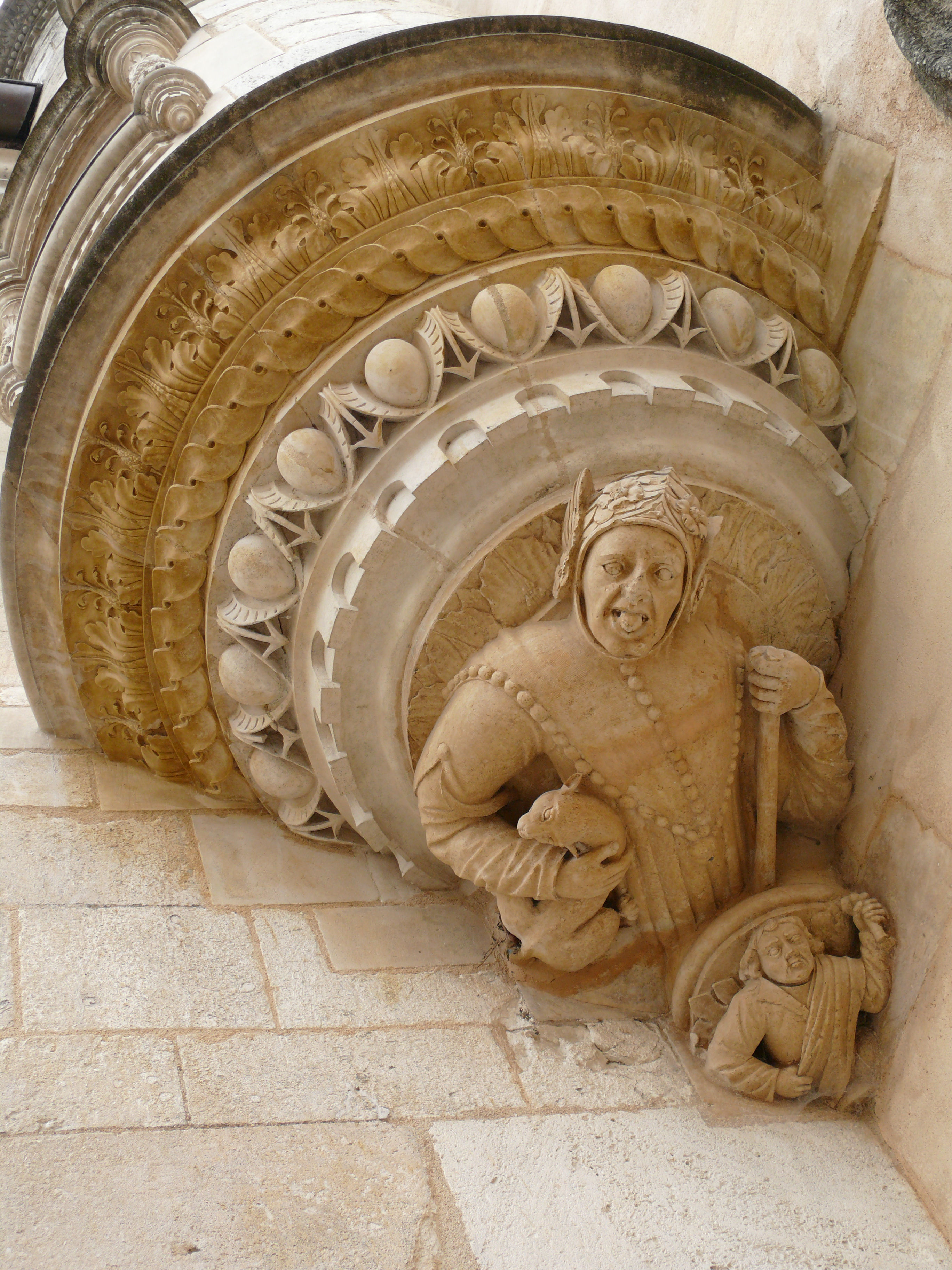
Le fou dans encorbellement de la petite tourelle.

Cette même cour possède à l’angle opposé une autre tourelle plus petite et portée en encorbellement sur des moulures richement décorées de rinceaux divers. Sous la retombée des nervures est une statue représentant un personnage accroupi avec un collier de grelots qui tire la langue et qui est coiffé d’un casque ailé. Il tient d’une main une marotte brisée et de l’autre une petite bête, peut-être un chien. Sous ses genoux, un autre buste drapé. Le casque est interprété comme celui de Mercure, le personnage qui tire la langue est un fou tenant son sceptre brisé. Le petit personnage dans le cul-de-lampe en dessous est, d'après Paul des Chaumes, un reste d'une construction antérieure:125.

## Intérieurs

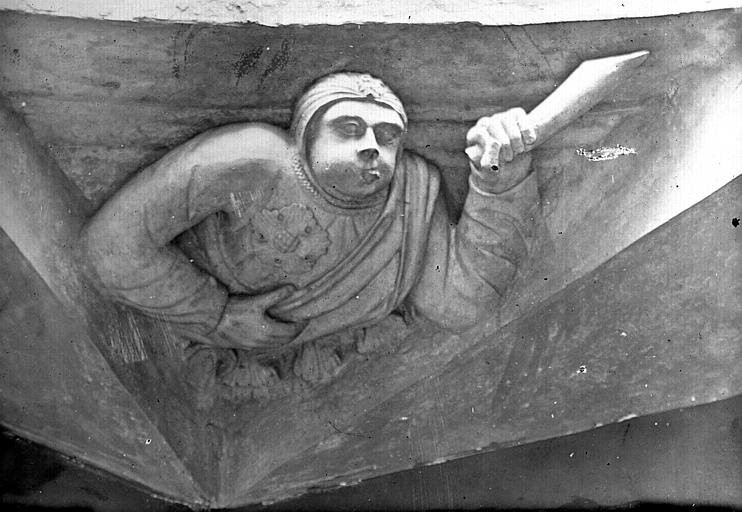
Homme sonnant dans une trompe.

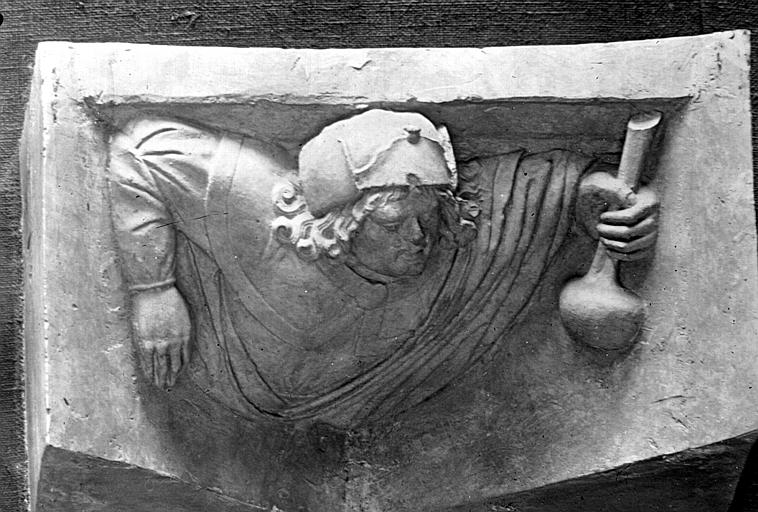
Homme tenant une fiole.

Le passage voûté de l'entrée rue Bourbonnoux donne immédiatement accès, à sa gauche, à l'escalier principal qui commande toute la distribution intérieure. Il est à l'intérieur du bâtiment, et n'est pas à l’extérieur comme c'est le cas dans la plupart des constructions de cette époque. Cet escalier dessert notamment une chambre basse, une salle à manger d'hiver, et l'oratoire. Des personnages issus de la tradition gothique sont sculptés aux écoinçons; On reconnaît un bouffon, un homme sonnant dans une trompe, un autre tenant une guirlande. Devant l'oratoire, un petit couloir voûté d'ogives qui se termine par la porte de l'oratoire. Le couloir est décoré, comme l'escalier, de personnages. Ce sont des figures de moines sur les murs à la retombée des arcs. 

### Chambre basse
La chambre basse contient une cheminée avec un manteau supporté par un jeu de pilastres adossés dont les chapiteaux sont des interprétations originales. Le manteau de la chemine est décorée des emblèmes royaux : le porc-épic pour Louis XII et l'hermine pour Anne de Bretagne. Sur les petits ôté sont sculptés de trophées d'armes.

### Salle à manger d'hiver
Cette pièce est couverte d'un plafond à caissons en bois. La poutre maîtresse est décorée de bucranes. Les lattes du parquet sont disposées en  forme octogonale.

### Plafond à caissons
Dans l'oratoire, de dimensions modestes (2,60 × 3,80 × 5,40 m) mais importantes pour une demeure privée, c'est le plafond qui attire l'attention. Les murs de l'oratoire sont ornés de pilastres aux chapiteaux volumineux qui représentent les symboles des évangélistes (le lion de Marc, l'aigle de Jean, l'ange de Mathieu et le taureau de Luc). Une niche dans le mur de droite se trouve une crédence en bronze sculptée et décorée de symboles.
Les trente caissons du plafond sculptés dans la pierre s'ordonnent en dix rangées de trois dans une pièce toute en longueur, terminée par un vitrail aux armes de la famille Lallemant. Des caissons à angelots alternent en quinconce avec des caissons où figurent des objets ou des animaux. 
« Parmi tous les décors, on remarque une colombe radieuse; une pomme d'arrosoir sur un brasier; un oiseau déchiquetant une tête de mort; un autre becquetant; une corne d'abondance; une ruche; un globe céleste avec la terre au centre; un enfant tenant une guirlande de perles, la lettre E dans des fleurs; une coquille enlacée d'un ruban à glands sur fond semé de E; un globe enflammé, au-dessus R R R; un livre entouré de flammes »:324. 
Le plafond a fait l'objet, plus encore que les autres décorations, de nombreuses interprétations plus ou moins ésotériques. Quant aux nombreuses apparitions de suites de R et E, notamment dans une niche contenant des RERE et RER alternant, Buhot de Kersers note, un peu désabusé : « On pourrait y voir l’impératif du verbe déponent reor, songer, si ce n'était folie de chercher une explication aux énigmes de la renaissance, que nous ne réussissons pas toujours à comprendre, même lorsque nous en avons la clef »:324. Ces lettres se retrouvent également dans les manuscrits à peinture des frères Lallemant.
Dans la première rangée, à gauche d'un ange au-dessus d'une coquille saint Jacques, il y a un récipient, peut-être un entonnoir de Büchner (interprétation de Fulcanelli) et à droite un carquois sous un arc débandé.
Dans la deuxième rangée, une sphère armillaire entouré de deux angelots. Dans la troisième rangée, à droite une ruche à l'ancienne, d'où s'échappent des abeilles et à gauche un pot de cuisine incliné laisse s'échapper de son flanc cassé des chausse-trappes ou tétrapodes. On note aussi, dans la quatrième rangée, un angelot qui urine d'un grand jet dans un sabot. Dans la cinquième rangée, l'angelot est remplacé par un garçon, sans ailes, montrant de l'index un livre ouvert de sa main droite. Les deux caissons voisins contiennent chacun un avant-bras, dans des contextes différents. Dans la septième rangée, l'angelot répand des coquilles saint Jacques, entouré de deux caissons où la lettre E figure.  
Les trente caissons intéressent tout particulièrement les alchimistes contemporains, depuis que Fulcanelli leur consacra un chapitre dans Le Mystère des cathédrales (1926).

### D'autres plafonds dans d'autres châteaux
Un autre plafond à caissons existe dans une galerie du château de Dampierre-sur-Boutonne.
Il est composé de 93 compartiments, sur trois rangées, groupés par carrés de 9 caissons. Chaque groupe de 9 caissons est séparé par une série de 3 caissons dont les emblèmes représentent des initiales entrelacées, l'initiale d’Henri II et des croissants qui peuvent être l’initiale de Catherine de Médicis ou, liés à l’une barre de l’initiale de Henri, la lettre initiale de Diane de Poitiers. Fulcanelli y voit les symboles de la lune et du soleil sous diverses formes. Les caissons de la voûte ont été sculptés entre 1545 et 1550.
Un autre plafond est au château du Plessis-Bourré : le plafond à caissons de la salle des gardes forme vingt-quatre tableaux, groupés en six grands caissons comprennent chacun quatre hexagones ; seize de ces tableaux affichent une symbolique alchimiste, huit autres représentent des scènes proverbiales.

## Le musée
Acquis par la ville de Bourges en 1826, l'hôtel accueille depuis 1951 le musée des Arts décoratifs, qui abrite entre autres divers meubles et objets des XVIIe et XVIIIe siècles. Depuis deux siècles, l'hôtel Lallemant possède une mèche de cheveux bruns attribuée à Agnès Sorel, qui était blonde. L'étude effectuée en 2004-2005 sur les restes de la favorite du tombeau de Loches ont également permis d'authentifier la mèche de cheveux de Bourges. La couleur actuelle serait le résultat naturel du passage des siècles.

## Histoire du monument
L'hôtel Lallemant, plus anciennement connu sous le nom de « Maison des Alemans »:116 a été construit dans sa forme actuelle après le grand incendie de juillet 1487 qui avait détruit les bâtiments précédents. Déjà en 1467, Jean Lallemant le père achète une parcelle de terrain rue Narette (qui devient la rue des vielles prisons, actuellement rue de l'hôtel Lallemant). Cette parcelle correspond à l'actuelle cour intérieure. Après l'incendie de juillet 1487, il achète un terrain contigu correspondant à l'actuelle cour donnant sur la rue Bourbonnoux. L'entrée principale de l'hôtel ouvre sur la cour intérieure, rue de l'hôtel Lallemant. L'autre entrée, sur la rue Bourbonnoux, est reliée à la cour intérieure, plus haute, par un passage voûté. 
La construction débute en 1497. Les travaux se poursuivent jusqu'en 1506. Après 1506, date de l'entrée solennelle de Louis XII à Bourges, le décor sculpté des bâtiments est modifié et adapté au nouveau style italianisant. Ce style est caractéristique de la première Renaissance française : il associé des éléments issus de la tradition gothique à de motifs importés d'Italie. Le logis initial plutôt austère et utilitaire subit ainsi, au début du XVIe siècle, une transformation complète en résidence de grands financiers:122 : la cour haute reçoit de la lumière par la destruction d’une partie d’un bâtiment; les ouvertures s’encadrent d’un décor luxueux, une cheminée est ajoutée à la grande salle, les voûtes et solivages sont remplacés par des plafonds à caissons de pierre ou de bois. Leur exécution est contemporaine, en partie du moins, des travaux de reconstruction de la tour de la cathédrale effondrée en 1506, débutés en 1508:124.
Le début de l'existence de l'hôtel est l'objet d'une dispute entre trois paroisses qui chacune revendique l'attribution de l'hôtel (et des redevances qui vont avec) parce que les terrains sur laquelle la demeure est élevée est à cheval sur les limites des paroisses. La solution de cette dispute est relatée sur lune plaque en marbre noir qui se trouve dans l’embrasure d’une des trois arcades de la loggia de la cour basse. On y lit l’inscription suivante :

Des Alemans l’hôtel
Se peut donner loz tel
Jadis pour moy troys evrez prindent cure
A estruier qui m’auroit en sa cure
Mas en lan mil dix huit cinq cens
Notre prelat qui eust bon et sain sens
Les accorda dune façon novelle
Car par arest finitif leur revelle
Que chescun deulx en son an me tiendra
Dont sainct Bonnet le premier obtiendra
Saint Jehan des champs le suyvra de bien près
Puis la Fourchault viendra après
Et pour jouyr sans lung lautre envyer
Commenceront droict au mois de janvier
Qui ouvre à tous les portes de l’année
O bon lecteur par tel chose ordonnée
Venter te peux, quelque part ou paroisses
D’avoir trové maison à trois paroisses

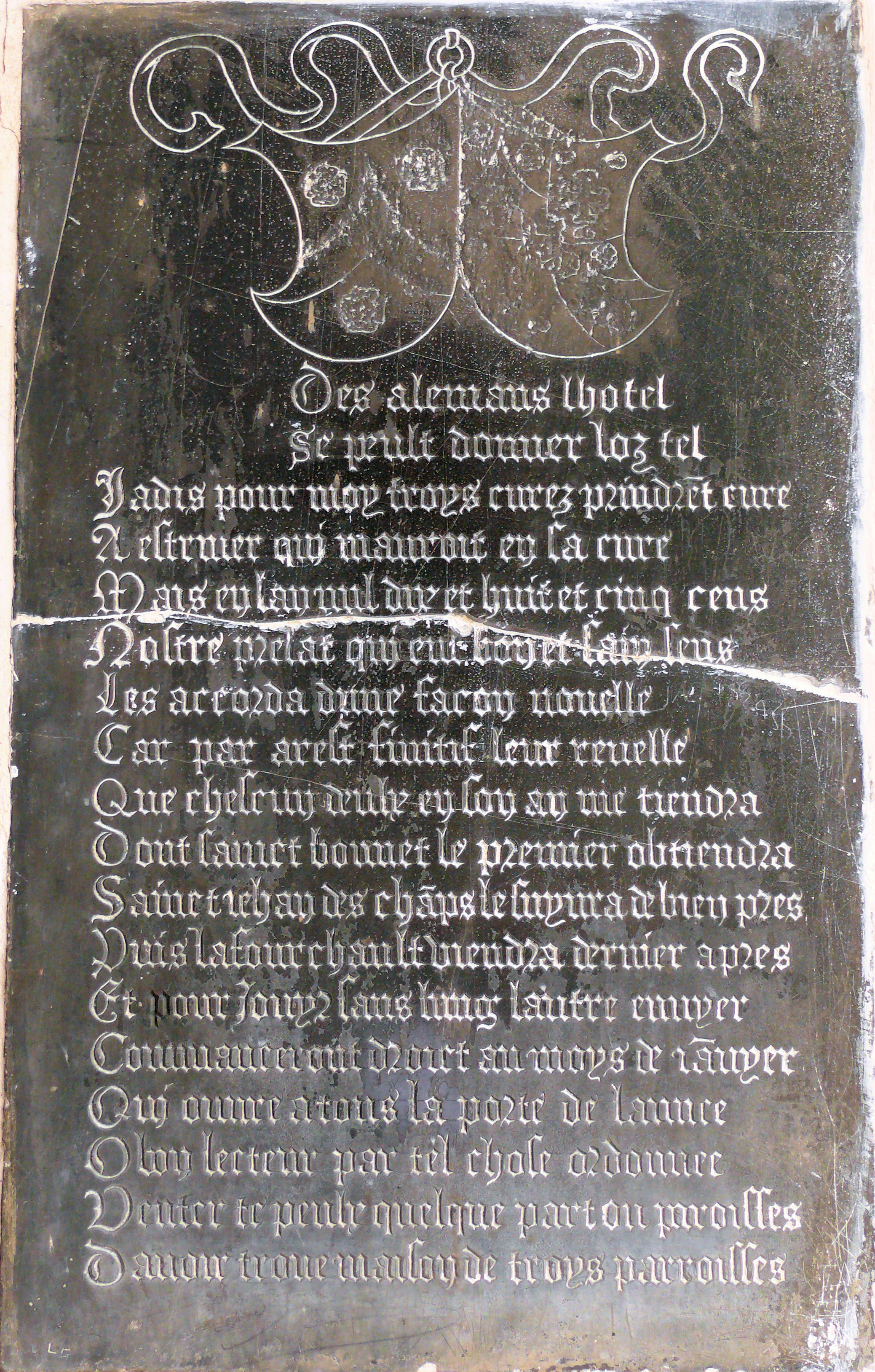
Plaque relatant la dispute des trois paroisses.

(Transcriptions de Buhot de Kersers:321-322 et Bulteau:80-81).
Buhot de Kersers note que l'hôtel est demeuré dans la famille Lallemant jusque vers le milieu du XVIIe siècle. Il passe à Anne Lallemant, fille unique d'Étienne, qui épouse de Gaston Viole seigneur d'Andrezel, puis en 1651 à Pierre Barjon, secrétaire du prince de Condé. Marie Barjon, probablement sa fille, épouse un Jacques d'Orsanne qui met ses armes en plusieurs points du bâtiment:318. Le fronton curviligne au-dessus de la partie haute notamment, plus récent et datant du XVIIe siècle, porte les armes des d'Orsanne. Passé aux Gamaches et aux Lemoyne, l'hôtel devient collège de garçons avant d'être vendu à la ville de Bourges par un grammairien nommé Pierre-Constance Séguin en 1826. La ville en fait une école publique de filles du quartier Bourbonnoux, dont l'instruction primaire est assurée par des sœurs de la Sainte Famille de Besançon:117. Il est ensuite le siège des sociétés savantes de la ville. Il est musée de Bourges à partir de 1951.
L'hôtel Lallemant est classé monument historique en 1840. Une restauration d'ensemble est exécutée par l'administration des Beaux-Arts au début du XXe siècle. Des travaux de réfection des façades ont été effectuées en 1995 et 1996.